# Judith Krantz
Judith Krantz, geboren als Judith Tarcher (New York, 9 januari 1928 – Los Angeles, 22 juni 2019), was een Amerikaanse schrijfster bekend om haar romantische verhalen. Ze schreef onder andere Princess Daisy (vertaald als Prinses Daisy), Mistral's Daughter (vertaald als De dochter van Mistral) en Till We Meet Again (vertaald als Frédérique).

## Biografie
Judith Krantz groeide op in New York. Zij was het 'jongste, slimste en kleinste meisje' van haar jaar. Nadat ze op 16-jarige leeftijd afstudeerde aan de Birch Wathen School, volgde ze hoger onderwijs aan Wellesley College in Wellesley (Massachusetts).
Krantz vertelde aan The Boston Globe in 1982 dat ze Wellesley had bezocht met drie doelen: om af te studeren, om elke roman in de bibliotheek te lezen en uit te gaan. Haar druk uitgaansleven zorgde voor matige studieresultaten. Ze volgde onder meer lessen over kortverhalen, maar behaalde slechts een B. De professor wilde haar namelijk afstraffen voor haar slechte spelling. Krantz begreep de boodschap: het duurde 31 jaar alvorens ze zich weer aan het schrijven van fictie waagde.
Nadat ze in 1948 afstudeerde aan Wellesley verhuisde Krantz naar Parijs. Daar werkte ze in de public relations van de modewereld. Ze genoot van het bijwonen van elegante feestjes, het lenen van couturejaponnen en het ontmoeten van beroemde mensen, zoals Marlene Dietrich, Orson Welles en Hubert de Givenchy.
Het volgende jaar keerde Krantz terug naar New York, waar ze begon aan een carrière in de tijdschriftjournalistiek. Ze werkte bij de afdeling fictie van het blad Good Housekeeping voordat ze gepromoveerd werd tot moderedactrice van het tijdschrift en de mogelijkheid kreeg om verschillende artikelen te schrijven.
In 1953 ontmoette ze haar toekomstige echtgenoot, de toekomstige filmproducent en televisieproducent Steve Krantz. De twee trouwden het jaar daarop, op 19 februari 1954. Drie jaar later kreeg zij haar eerste zoon, waarna ze haar voltijdse baan opgaf en van thuis werkte. Ze leverde als freelancer bijdragen aan Maclean's, McCall's, Ladies' Homes Journal en Cosmopolitan. 
Krantz besloot in 1976 - voor het eerst sinds zij de universiteit verliet - weer fictie te schrijven. Hoewel haar echtgenoot al jaren had gezegd dat ze een natuurlijke vertelster was, geloofde Krantz niet dat ze in staat was goede fictie te schrijven. Ze voltooide haar eerste roman, Scruples, negen maanden later. Toen deze in 1978 werd gepubliceerd, was Krantz al 50 jaar.
Scruples bereikte een plaats op de bestsellerlijst van The New York Times. Ook Princess Daisy en twee volgende romans werden bestsellers. Volgens Krantz werd haar werk een succes omdat het bij haar (vrouwelijke) lezers aanvoelde als 'een groot bubbelbad. Het is een eclair. Het is het soort roman waar mensen van houden.' Uiteindelijk werden meer dan 85 miljoen exemplaren van haar boeken uitgegeven in meer dan 50 talen. Zeven van haar romans zijn ook bewerkt voor televisie (als film of miniserie), waarbij haar man in enkele gevallen als uitvoerend producent optrad. Krantz schreef in 1992 ook een originele miniserie voor televisie: Judith Krantz's "Secrets".
Steve Krantz overleed als 83-jarige in 2007 aan een longontsteking. Judith Krantz stierf in 2019, op 91-jarige leeftijd. Het echtpaar had twee zoons. Krantz was de zwager van Shari Lewis, die getrouwd was met haar broer: Jeremy.
Haar boeken zijn in Nederland uitgegeven in de Zwarte Beertjes-reeks bij A.W. Bruna Uitgevers in Utrecht.

### Romans
- Scruples (1978) (bewerkt tot miniserie in 1980) (Nederlandse titel: Scruples. De roman van een vrouw die alles begeerde)
- Princess Daisy (1980) (bewerkt tot miniserie in 1983) (Nederlandse titel: Prinses Daisy)
- Mistral's Daughter (1982) (bewerkt tot miniserie in 1984) (Nederlandse titel: De dochter van Mistral)
- I'll Take Manhattan (1986) (bewerkt tot miniserie in 1987) (Nederlandse titel: Maxime)
- Till We Meet Again (1988) (bewerkt tot miniserie in 1989) (Nederlandse titel: Frédérique)
- Dazzle (1990) (bewerkt tot miniserie in 1995) (Nederlandse titel: Dazzle)
- Scruples Two (1992) (Nederlandse titel: De Scruples-collectie)
- Torch Song (1993) (bewerkt tot televisiefilm in 1993)
- Lovers (1994) (Nederlandse titel: Gigi)
- Lexus (1995)
- Spring Collection (1996) (Nederlandse titel: Justine)
- The Jewels of Tessa Kent (1998) (Nederlandse titel: Tessa)

### Non-fictie
- Sex and Shopping: The Confessions of a Nice Jewish Girl (autobiografie, 2000) (Nederlandse titel: Seks & shopping. Mijn persoonlijke verhaal)

### Televisie
- Judith Krantz's "Secrets" (miniserie, 1992)
- Torch Song (televisiefilm, 1993)

- Biblioteca Nacional de España: XX934699
- Bibliothèque nationale de France: cb11910067b (data)
- CiNii: DA03193421
- Gemeinsame Normdatei: 1184401527
- International Standard Name Identifier: 0000 0001 1881 5839
- Library of Congress Control Number: n77017832
- Nationale Bibliotheek van Letland: 000000812
- Bibliotheek van het Japanse parlement: 00446266
- Nationale Bibliotheek van Tsjechië: jo2001100057
- Nationale bibliotheek van Australië: 35773553
- Nationale Bibliotheek van Israël: 987007313359405171
- Nationale en Universitaire bibliotheek Zagreb: 000017171
- Nederlandse Thesaurus van Auteursnamen: 069298785
- Réseau des bibliothèques de Suisse occidentale: 02-A003472345
- SNAC: w6cg1850
- Système universitaire de documentation: 026953587
- Trove: 1080847
- Virtual International Authority File: 121647919
- WorldCat: E39PBJyGQKRmcjj3k3KwFRFdwC